# Nash-Healey

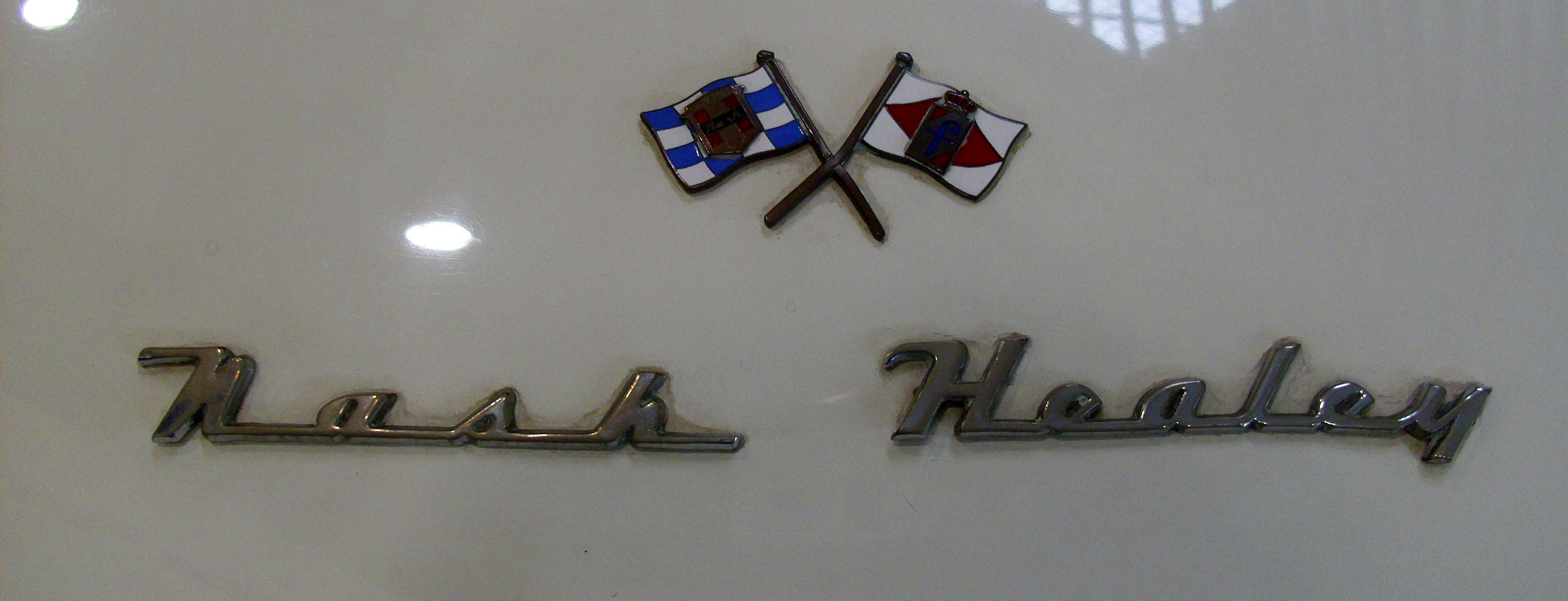
Nash-Healey Logo (1952–1954)

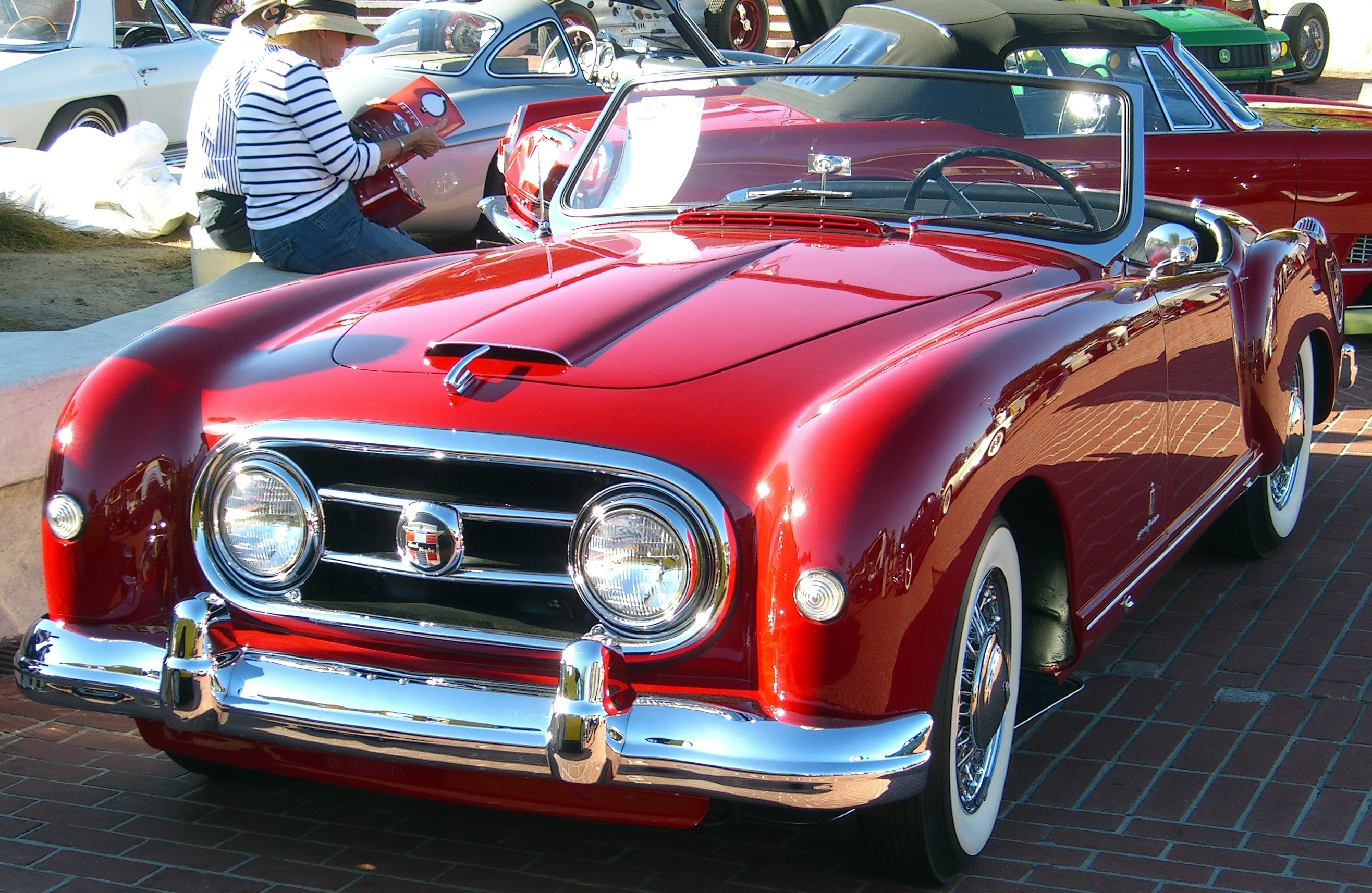
Nash-Healey Roadster (1952) von Pininfarina

Nash-Healey war eine britisch-US-amerikanische Automobilmarke, welche von 1951 bis 1954 luxuriöse Sportwagen herstellte. Die Fahrzeuge wurden von der Donald Healey Motor Company in Warwick, Warwickshire, England, entwickelt und hergestellt, die Vermarktung erfolgte durch Nash Motors.
Donald Healey hatte seine Automobilfabrik 1946 gegründet und sich auf die Herstellung von Gran Turismo, Sportwagen und Rennsportwagen in kleiner Stückzahl spezialisiert und sich dafür einen guten Ruf erworben. Healey war bei Langstreckenrennen recht erfolgreich und hatte mit dem Healey Silverstone einen konkurrenzfähigen Rennsportwagen im Programm.

## Entstehung

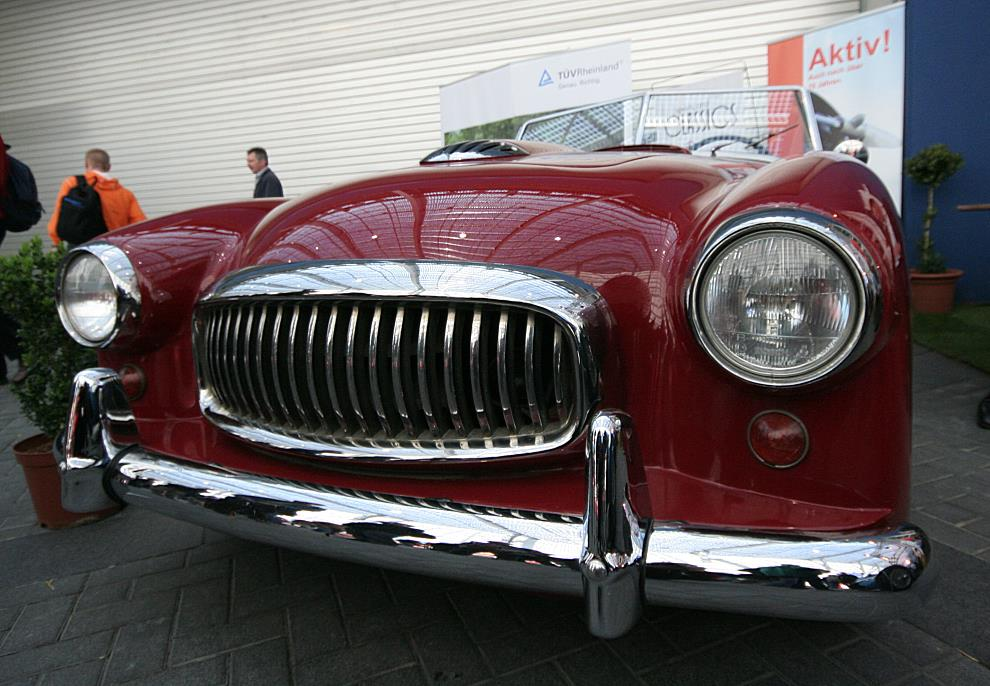
Frontansicht eines Nash Healey Roadster von 1951 (1. Serie)

Firmenchef Donald Healey reiste 1949 mit seinem Sohn, dem Rennfahrer Geoffrey Healey, in die Vereinigten Staaten, um seine Autos zu bewerben und sich nach stärkeren Motoren umzusehen; bislang verwendete er die größeren Vierzylindertriebwerke des Herstellers Riley, wie sie auch in dessen RM-Baureihe (2443 cm³) verwendet wurden. Einzig für den 3 Litre griff er auf den Sechszylindermotor von Alvis zurück, ein OHV-Triebwerk mit einem Hubraum von 2993 cm3. Die Leistung der beiden Motoren 104 bhp (ca. 77,6 kW) mit Riley-Motor resp. 106 bhp (ca. 79 kW) mit Alvis-Motor war vergleichbar.
1949 hatte Cadillac einen wegweisenden neuen OHV-V8-Motor mit 5424 cm3 (330,9 in3) und 160 bhp (ca. 117,76 kW) herausgebracht.
Der sehr vermögende US-amerikanische Rennfahrer Briggs Cunningham bestellte bei Healey eine Sonderanfertigung des Silverstone mit diesem Motor. Aufgrund der beeindruckenden Fahrleistungen plante Donald Healey, eine kleine Serie dieses Autos aufzulegen. Daher wollten die Healeys ihren Aufenthalt in den Vereinigten Staaten auch nutzen, um mit Cadillac über die Lieferung von Motoren zu verhandeln. Dort war man zwar nicht abgeneigt, der Deal kam aber trotzdem nicht zustande, weil Cadillacs Muttergesellschaft General Motors intervenierte und die Lieferung untersagte. Die Gründe dafür sind unklar; eine ganze Reihe anderer Unternehmen wie Allard in Großbritannien und Kurtis respektive Muntz (nur 1951) in den Vereinigten Staaten verwendeten sie.
Auf der Rückreise mit dem Passagierschiff Queen Mary lernten die Healeys zufällig George W. Mason kennen, den Präsidenten der Nash-Kelvinator Corporation und damit Hersteller des Nash-Automobils. Dieser war bereit, für Healey Motoren, manuelle Borg-Warner Dreiganggetriebe, Kardanwellen und Differentiale bereitzustellen.
Bei Ankunft des Schiffs war ein entsprechender Vertrag unterzeichnet. Mason wünschte auch, den neuen Sportwagen über das eigene Händlernetz zu verkaufen, weil Nash kein sportliches Modell und auch keinen Imageträger anzubieten hatte. Für Healey wurde der Verkauf in den Vereinigten Staaten dadurch natürlich wesentlich einfacher, auch wenn er das Auto nicht allein unter seinem Namen herausbringen durfte und Zugeständnisse im Design machen musste.

## Technik

### Motor

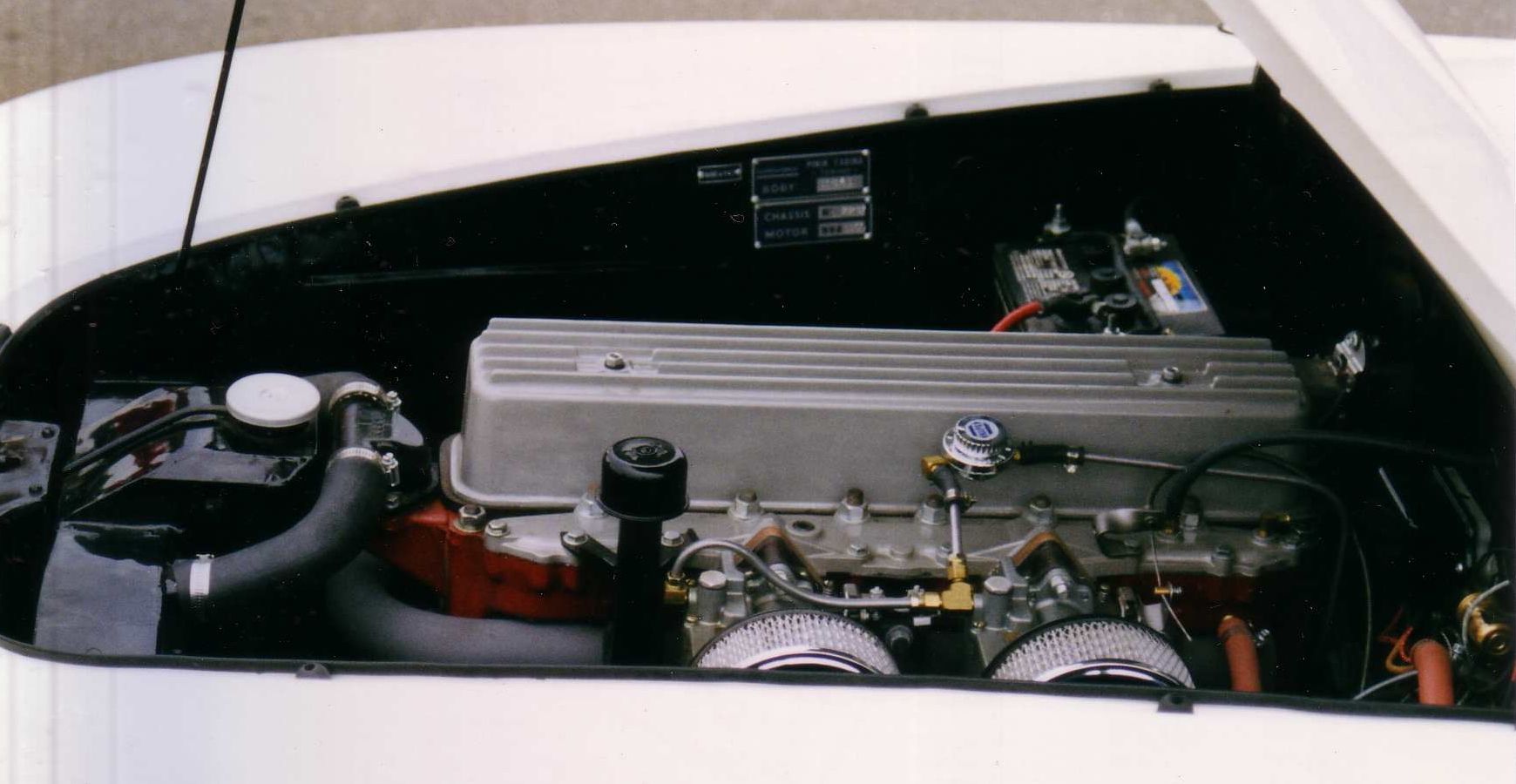
Der von Healey überarbeitete Nash Dual Jetfire Six Motor mit Aluminium-Zylinderkopf und den beiden seitlich angebrachten SU-Vergasern im Vordergrund

Erstmals setzte Healey einen Reihen-Sechszylindermotor in Le Mans 1950 ein; damals war das Chassis eines Healey Silverstone entsprechend modifiziert worden. Nash und Healey vereinbarten die Lieferung des Dual Jetfire Six mit Doppelzündung der auch im Nash Ambassador angeboten wurde. Der Zweiventilmotor mit OHV-Ventilsteuerung hatte einen Hubraum von 3845 3 (234,6 in3); Bohrung × Hub waren 85,70 × 111,10 mm. Der Motor hatte ferner mechanische Stößel, ein Verdichtungsverhältnis von 7,3:1, einen Einfachvergaser und eine Leistung von 115 bhp bei 3400/min (86 kW). Bei Healey wurde dieses Triebwerk allerdings überarbeitet: Es erhielt eine „schärfere“ Nockenwelle, statt des gusseisernen Zylinderkopfes einen solchen aus Aluminium, mit dem die Kompression auf 8:1 erhöht werden konnte, sowie zwei SU-Vergaser anstelle des simplen Einfachvergasers. Damit war eine stabile Leistungssteigerung auf 125 bhp bei 4000/min (93 kW) möglich. Der Nash-Werks-Code für das Auto war 25162 Ab Werk wurden keine Motorenoptionen angeboten. Einige Besitzer machten sich jedoch das großzügige Platzangebot zunutze und bauten V8-Motoren anderer Hersteller ein, etwa von Cadillac.

### Fahrgestell
Das Chassis des Nash-Healey (Typ N) ist von jenem des Healey Silverstone (Typ E) abgeleitet. Wie alle Healey-Fahrgestelle wurde es von A. C. Sammpietro entworfen. Um mehr Komfort zu bieten, wurde es etwas breiter ausgelegt und für den deutlich schwereren Motor zudem verstärkt. Es besteht aus einem Kastenrahmem aus (18-Gauge Stahlblech) mit Querstreben. Auch die für Healey typische, von Sammpietro entwickelte Vorderachse mit einer Schwingarm-Einzelradaufhängung, zwei Kurbellängslenkern und einem Kurvenstabilisator wurde samt der patentierten Lenkung verwendet. Diese beruht auf dem Prinzip einer sich drehenden Platte und einem Lenkgestänge, welche die Kräfte vom Lenkgetriebe auf die Räder übertragen. Die hinteren Blattfedern des Silverstone wurden durch Schraubenfedern ersetzt. Je nach Quelle wurde eine Hinterachse von Nash resp. Salisbury verwendet. Sie wurde an einem Panhardstab geführt. Ferner erhielt das Fahrzeug, wichtig für den US-Markt, eine hydraulische Unterstützung von Bendix („TreadleVac“) für die Trommelbremsen. Der Roadster hat einen Radstand von 102 Zoll (2591 mm), die Spur vorn und hinten je 1346 mm (53 Zoll); hinten wurde sie ab 1952 auf 1397 mm (55 Zoll) verbreitert. Ab Werk wurden Stahlräder mit schlichten Chromradkappen montiert; die Reifengröße war 6,40 × 15. Später waren Speichenradkappen optional.
Weil der Nash-Healey für den Verkauf in den Vereinigten Staaten bestimmt war, wurden die Fahrzeuge mit Linkslenkung gebaut. Es gibt einen Hinweis, dass ein einzelnes Fahrzeug möglicherweise rechtsgelenkt war, doch weist die dazu angegebene Fahrgestell-Nummer G525 auf einen Healey 3 Litre (Alvis-Healey) hin. Nash-Healey führen den Buchstaben „N“ als erste Position der Nummer; Alvis-Healey „G“.

## 1951: Erste Serie

### Karosserie
Das Auto erhielt einen Roadster-Aufbau mit formalen Ähnlichkeiten mit den früheren Healey Sportsmobile und 3 Litre (Alvis-Healey). Das Design steuerte Healey-Designer Benjamin Bowden bei, Lieferant der Karosserien war die Panelcraft Sheet Metal Company in Woodgate, Birmingham. Wie alle Healey-Werkskarosserien wurden auch diese von Hand aus Aluminium hergestellt. Als einzige Konstruktion von Healey fehlt ihr aber das typische rautenförmige Kühlergitter als Healey-Erkennungszeichen; Mason bestand auf der Verwendung der Kühlermaske eines Nash, um die Markenzugehörigkeit zu unterstreichen, immerhin war der Nash-Healey ja vor allem als Imageträger gedacht.
Panelcraft stellte die Karosserien in einer einzigen Serie bereits Anfang 1950 fertig, sodass sie nur noch abgerufen werden mussten. 30 Karosserien wurden zusätzlich für den Healey 3 Litre (Alvis-Healey) produziert; diese unterschieden sich äußerlich vor allem durch eine andere Front. Die Endmontage erfolgte bei Healey in Warwick, wobei auf die Verwendung von Nash-Kleinteilen geachtet wurde, um die Wartung zu vereinfachen. Die Innenausstattung war hochwertig und umfasste Lederausstattung und ein verstellbares Lenkrad. Overdrive, Zigarettenanzünder und Weißwandreifen vervollständigten die Grundausstattung. Das Auto wog 1179 kg und war damit nach damaligen Maßstäben kein außerordentliches Leichtgewicht.

### Produktion und Ausstattung
Die aus den angewendeten Produktionsabläufen resultierenden Transportwege sind der Hauptgrund für die explodierenden Kosten für den Sportwagen: Nash lieferte seine Komponenten zu Healey nach Warwick, wo das Chassis gebaut und die Teile von Nash verbaut wurden. Zu „Rolling Chassis“ komplettiert, wurden diese nach Birmingham zu Panelcraft versandt. Dort erhielten sie Karosserie und Innenausstattung und gingen dann zur erwähnten Endmontage und Schlussabnahme zurück zu Healey. Weil die meisten Nash-Healey in den Vereinigten Staaten verkauft wurden, stand ihnen die Überfahrt über den Atlantik auch noch bevor.

### Markteinführung
Der Prototyp des Nash-Healey wurde 1950 an den Automobilausstellungen von London und Paris gezeigt, die Fahrzeugproduktion selber begann im Dezember 1950. Bis zum Jahresende wurden 36 Autos fertiggestellt. Die offizielle Vorstellung erfolgte an der Automobilausstellung von Chicago Anfang 1951. Weitere 68 Nash-Healey entstanden bis Ende März 1951. / Insgesamt wurden also von der 1. Serie 104 Exemplare gebaut.
Offiziell waren nur die Farben Champagne Ivory (elfenbein) und Sunset Maroon (weinrot) erhältlich. Möglicherweise verschiffte Healey die Fahrzeuge in Champagne Ivory in der Annahme, diese Farbe würde in den Vereinigten Staaten gut aufgenommen; in den Vereinigten Staaten angekommen, lackierte Nash sie auf Sunset Maroon um. Diese nachträgliche Änderung der Farbgebung könnte erklären, warum auch einige Exemplare eine lindgrüne Farbe bekommen haben.
Das größte Hindernis für einen Erfolg war der Preis: Ein Listenpreis von US$ 3767 bis US$ 4063 war nicht konkurrenzfähig.

## Zweite Serie

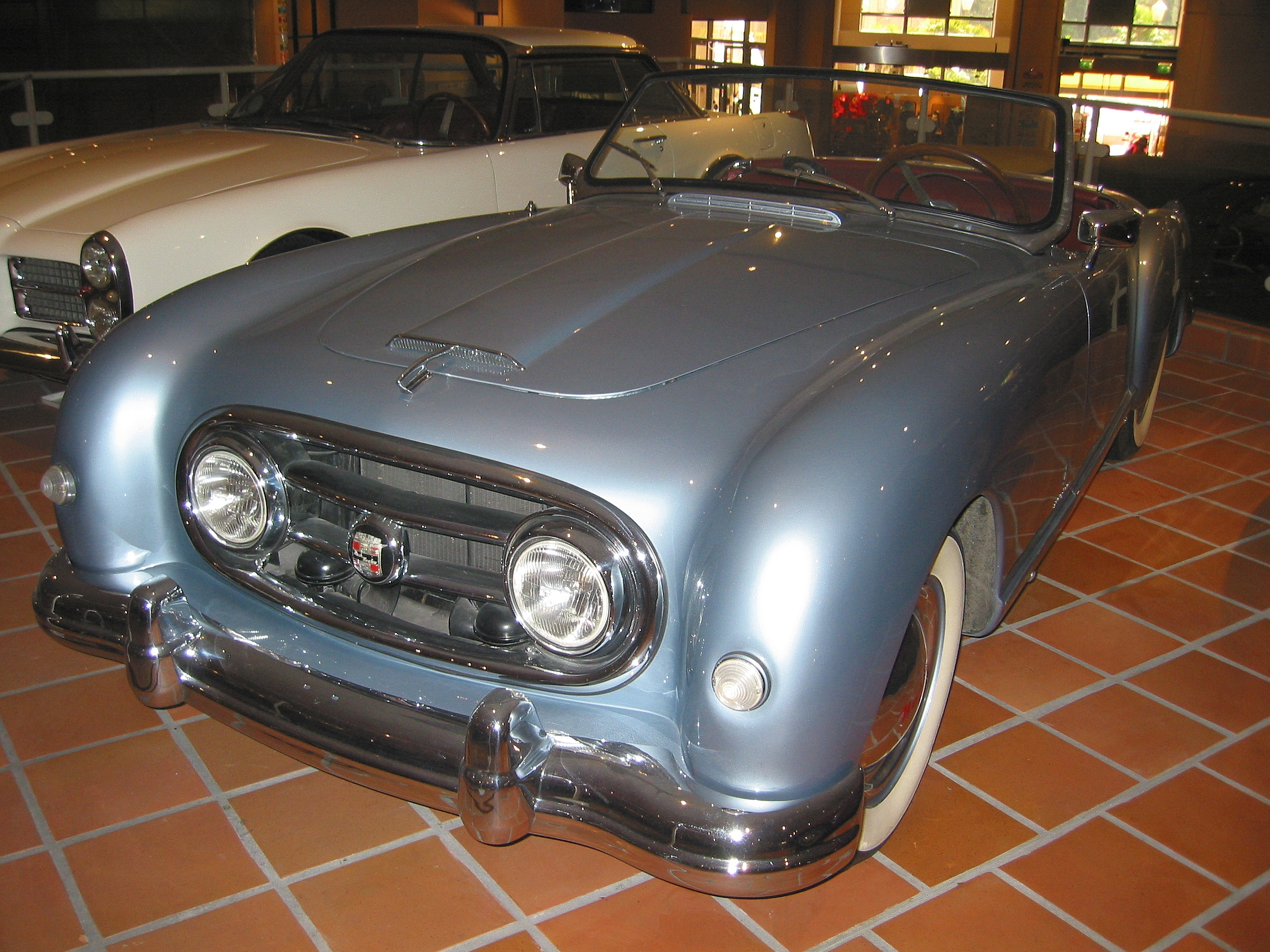
Nash-Healey Roadster Pininfarina (2. Serie, 1952–1953)

### 1952: Pininfarina
Pininfarina in Turin war von Nash beauftragt worden, in Konkurrenz zur hauseigenen Styling-Abteilung unter Edmund Anderson Vorschläge für die Linienführung der kommenden Modelle zu machen; einige Details wie die Kühlermaske wurden übernommen; der Rest kam von Nash. Trotzdem machte Pininfarina in der Nash-Verkaufsbroschüre von 1952 Werbung für Nash (und natürlich auch für sich).
In diesem Umfeld bat Nash Pininfarina um eine Überarbeitung des Nash-Healey Roadsters. Dieser erhielt auch den Auftrag zur Herstellung der Karosserie. Bei Healey kam es deswegen zu einer Produktionsunterbrechung von April 1951 bis Januar 1952 und einer verspäteten Einführung des Modell 1952; in dieser Zeit wurde in Turin die Produktion eingerichtet. Pininfarina baute die Karosserien nicht mehr aus Aluminium, sondern aus Stahlblech; nur noch Motorhaube, Kofferraumdeckel und Türen waren aus Leichtmetall gefertigt. Das Gewicht stieg dadurch auf 1247 kg. Zu den wenigen Änderungen am Fahrgestell gehörte eine etwas breitere hintere Spur.
Zwar wirkte das Auto sportlicher, dennoch wurde die neue Linienführung etwas zwiespältig aufgenommen. Die Front mit den nach innen gerückten Scheinwerfern war typisch für das Nash-Design und wurde am Nash-Healey ebenso kontrovers wie dort diskutiert. Die Radkappen trugen auf Wunsch imitierte Speichen. Immerhin gewann 1953 ein Nash-Healey in Italien einen internationalen Concours d’Elegance in seiner Klasse Nash nannte das Fahrzeug nicht mehr Roadster, sondern Convertible (Cabriolet), und gab ihm den Werks-Code 25262.
Pininfarina baute ab Februar 1952 bis zum Ende des Modelljahres 150 Roadster der Serie 2 mit dem 3,8-Liter-Motor zu einem Listenpreis (US$ 5908), der dem Gegenwert zweier gut ausgestatteter Mittelklassewagen entsprach. Immerhin wurden die Fahrgestelle nun nach Turin statt nach Birmingham geschickt und kamen mehr oder weniger komplett zur Endmontage und Abnahme nach Warwick zurück.

### 1953: Roadster und Coupé

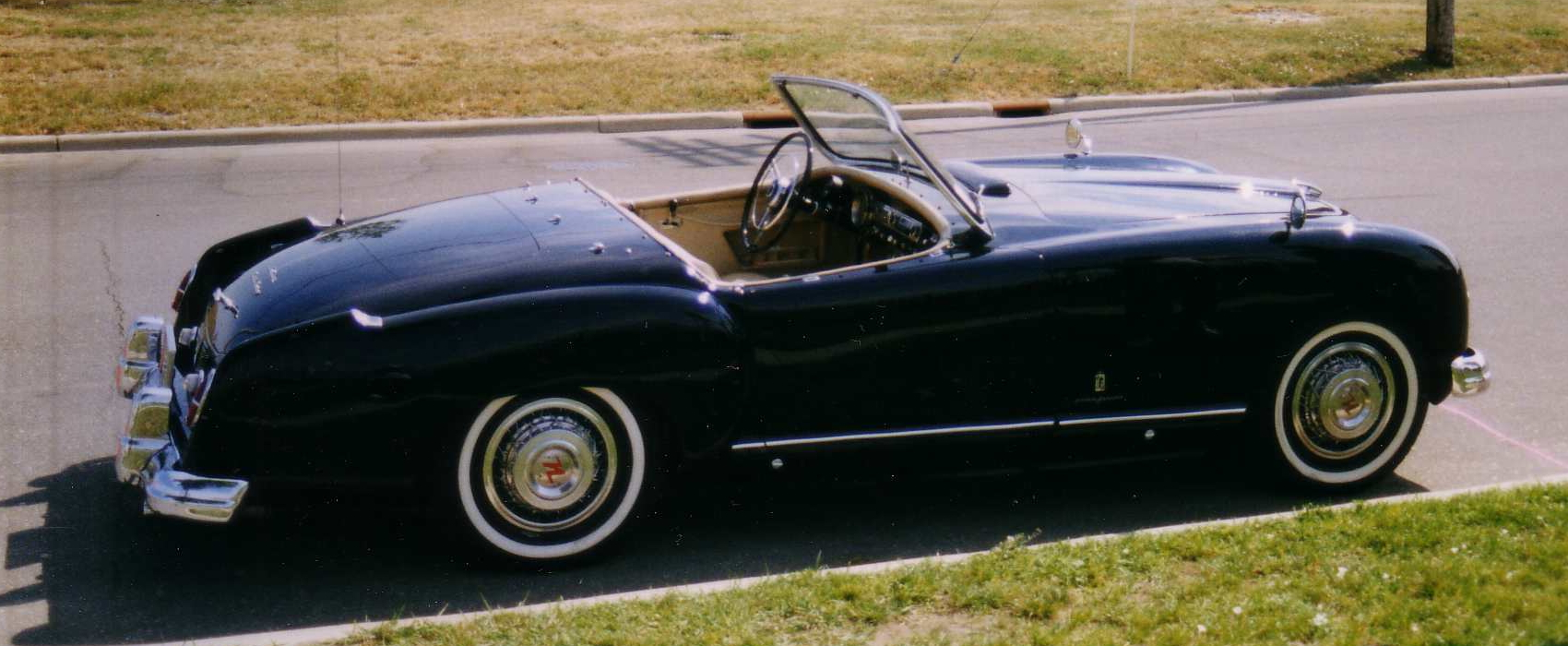
Nash-Healey Roadster Pininfarina (2. Serie, 1952–1953)

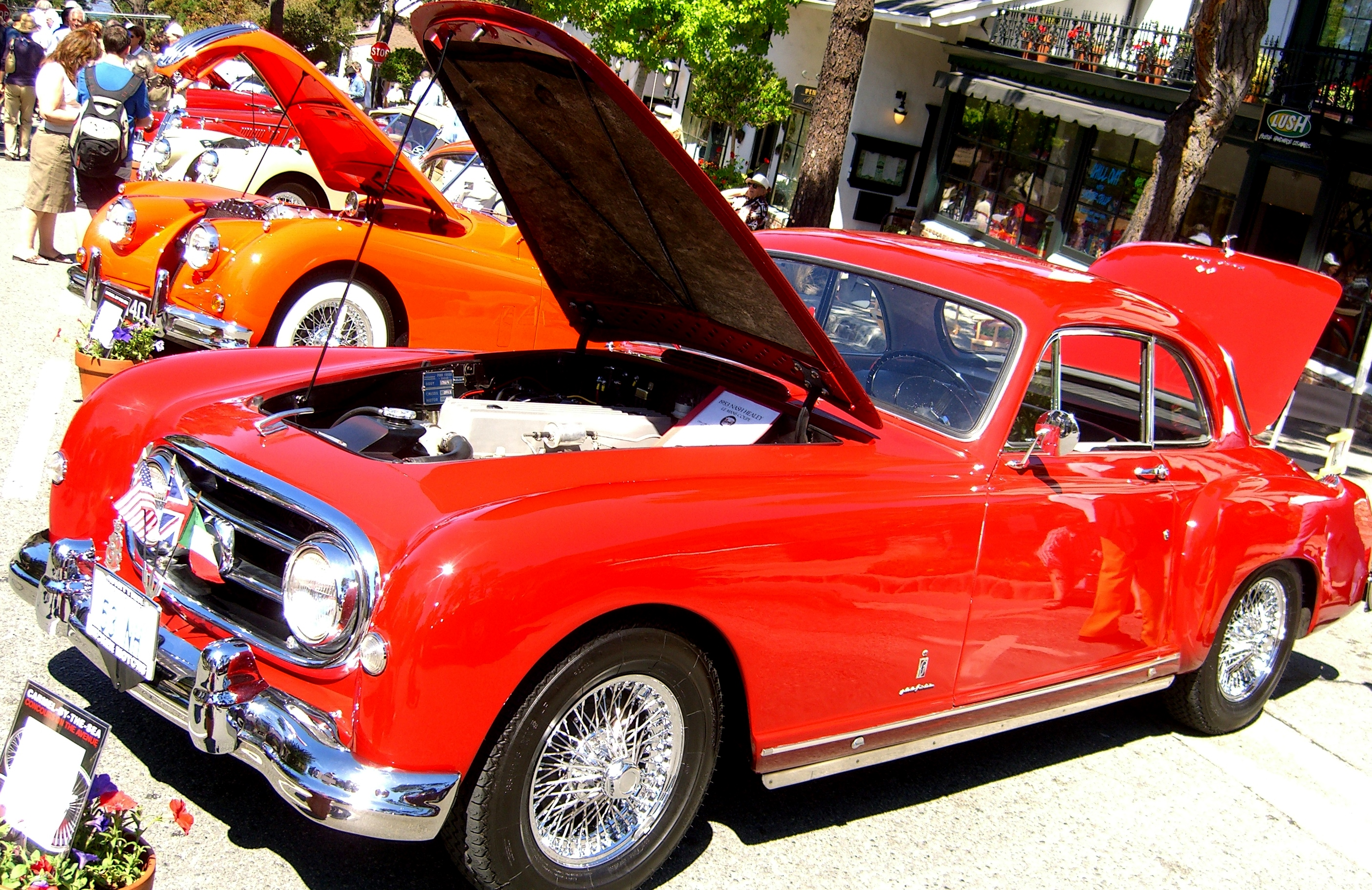
Nash Healey Coupe Le Mans von Pininfarina (1953)

Für den Roadster (Werks-Code 25362 gab es kaum Änderungen. Pininfarina baute zusätzlich eine zweisitzige Coupé-Variante namens Le Mans mit einer Panorama-Heckscheibe auf einem leicht längeren Radstand von 2743 mm (108 Zoll). Es erhielt den Nash Werks-Code 25367. Angesichts der bescheidenen Verkaufszahlen und des für 1954 geplanten Zusammenschlusses mit der Hudson Motor Car Co. zur American Motors Corporation wurde das 1953er Modell länger als üblich gebaut. Ab Februar wurde die neueste Ausführung des Motors, genannt Le Mans Dual Jetfire Six mit einem größeren Hubraum von 4138 cm³ (252,5 in3) fließend eingeführt. Ab Werk leistete dieser Motor 130 bhp (95,7 kW) bei 3700/min. Nach der üblichen Behandlung durch Healey stiegen die Verdichtung von 7,6:1 auf 8:1 und die Leistung auf 140–142 bhp (104,5 kW) bei 4000/min.
Wegen der schlechten Verkaufszahlen wurde das Modelljahr verlängert. Für dieses Jahr ist nur bekannt, dass 162 Nash-Healey gebaut wurden, nicht aber, wie viele in welcher der vier Versionen:
- Roadster; 3,8 Liter (bis Februar 1953)
- Coupé; 3,8 Liter (bis Februar 1953)
- Roadster; 4,1 Liter (ab Februar 1953)
- Coupé; 4,1 Liter (ab Februar 1953)

Der Preis lag nun, je nach Quelle, bei US$ 5908 resp. über US$ 6400, was inakzeptabel war, obwohl der Nash-Healey eines der wenigen Automobile war, das sowohl im Alltag problemlos zu fahren war und am Wochenende auf einer Rennstrecke siegen konnte.

### 1954–1955

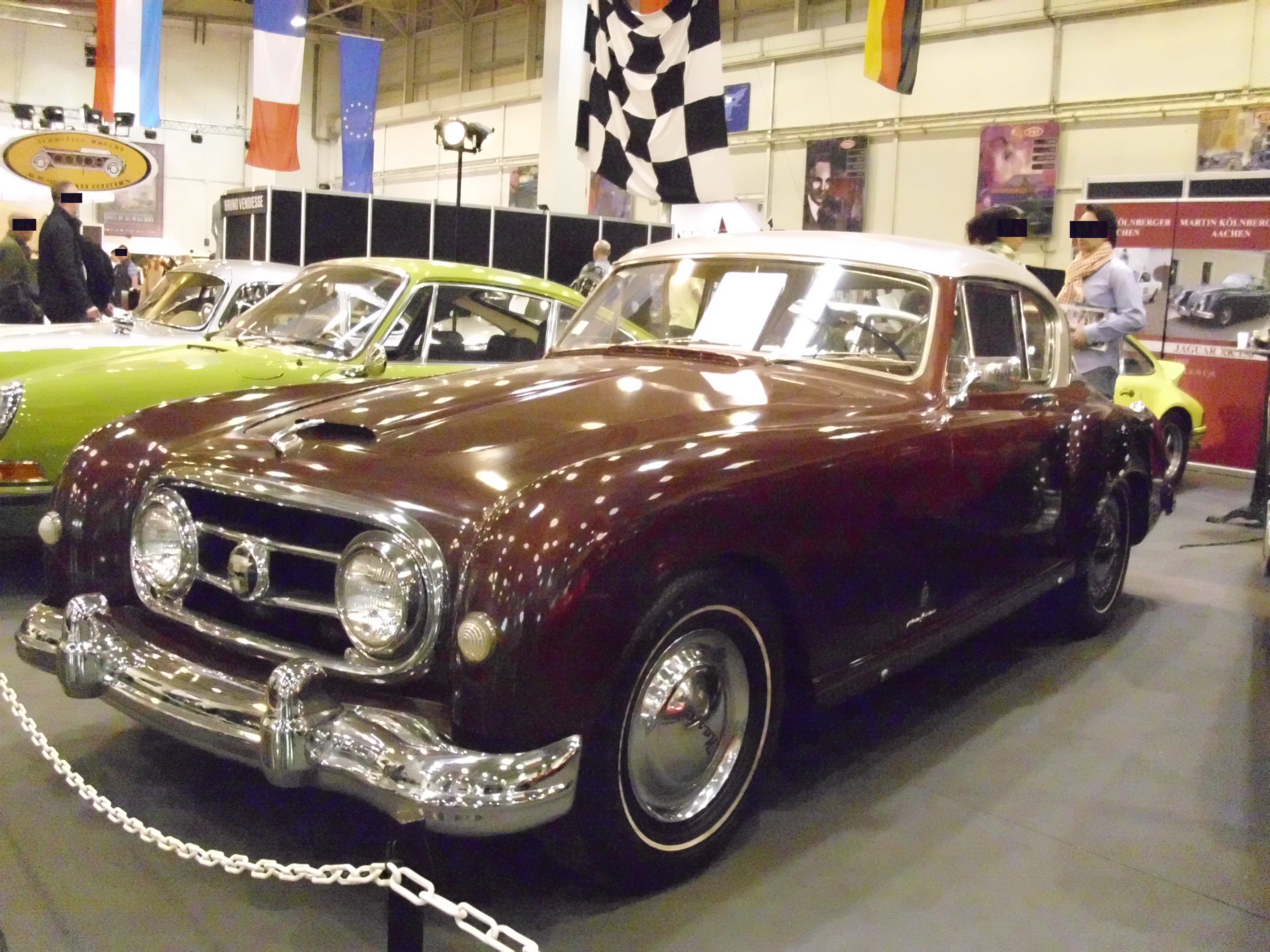
Nash-Healey Coupé Le Mans (1954)

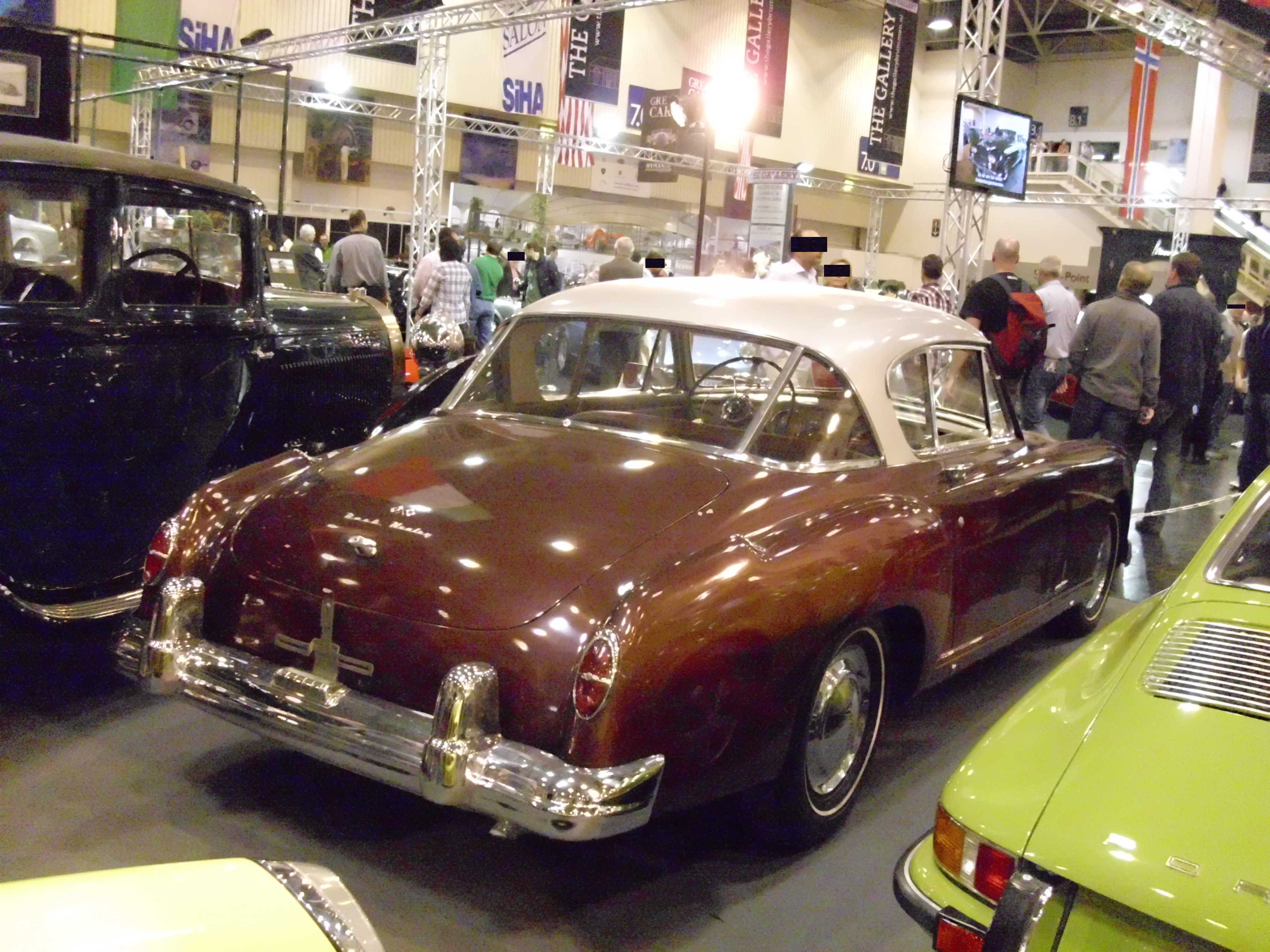
Heckansicht mit der nun dreiteiligen Heckscheibe des Nash-Healey Coupé Le Mans (1954)

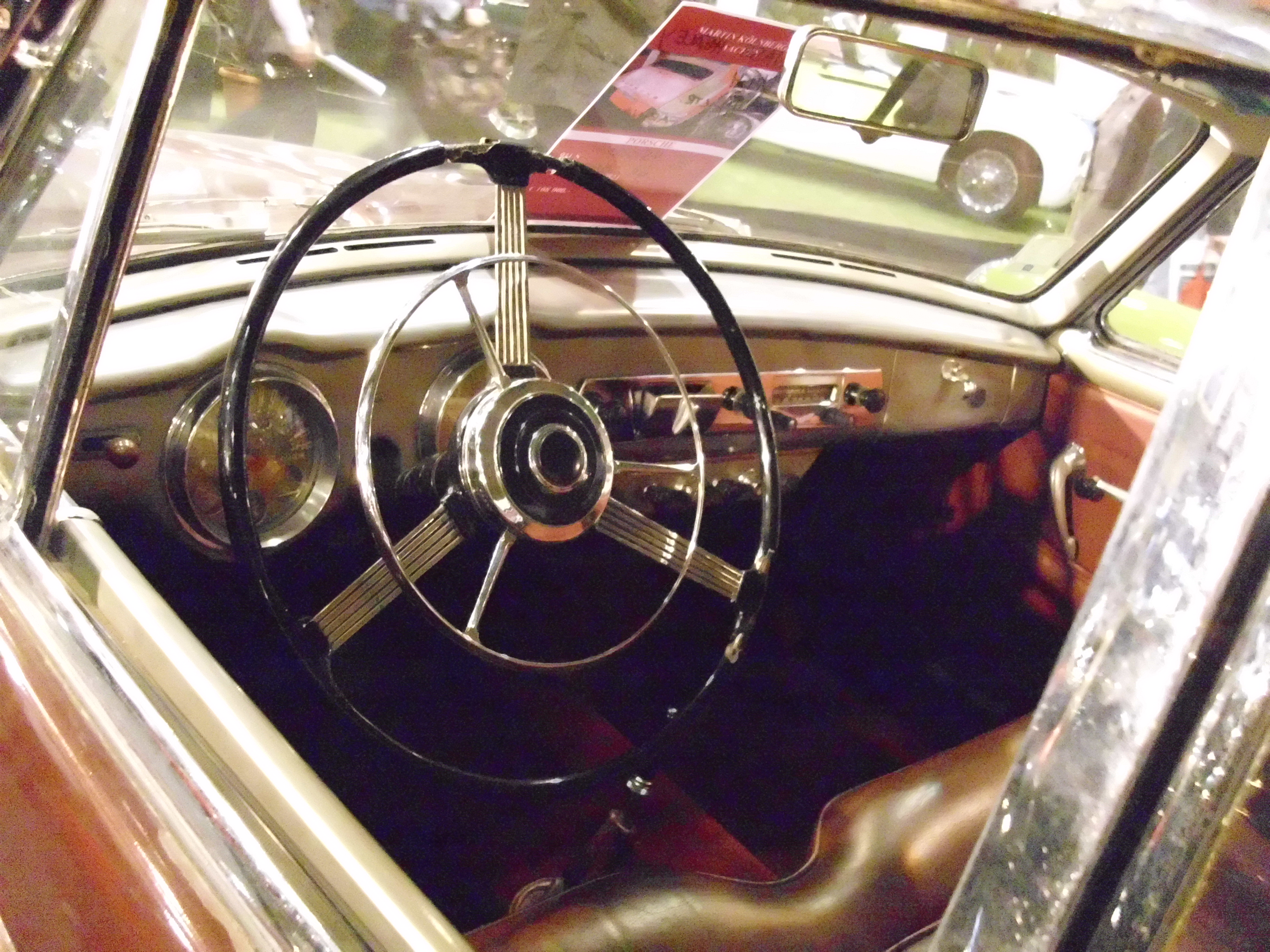
Armaturenbrett des Nash-Healey Coupé Le Mans (1954)

Erst am 3. Juni 1954 und damit bereits nach der Fusion von Nash mit Hudson erschien der „neue“ Nash-Healey. Der Roadster wurde nicht mehr angeboten. Das Coupé erhielt anstelle der einteiligen eine dreiteilige Heckscheibe und den Werks-Code 25467. Alle hatten den größeren Motor mit 4,1 Liter Hubraum.
Die Beschränkung auf das Coupé hob den Nash-Healey auch von der 1953 vorgestellten und mittlerweile im freien Verkauf befindlichen Chevrolet Corvette ab. Obwohl Nash den Listenpreis auf US$ 5128 senkte, war dieser im Vergleich mit der Corvette zu US$ 3513 immer noch nicht konkurrenzfähig.
Am Ende des Modelljahres 1954 blieben einige wenige Nash-Healey unverkauft. Nash schlüsselte sie auf 1955er-Chassisnummern um und bezeichnete sie als neue Modelle; eine nicht unübliche Praxis zu dieser Zeit, die zum Beispiel auch von Kaiser bekannt ist. Insgesamt sind 90 Coupés beider „Modelljahre“ entstanden.
Nach dem Zusammenschluss zur AMC wurde die Produktion des Nash-Healey in aller Stille beendet. Der Entscheid fiel leicht, weil die bis dato größte Fusion der US-Industriegeschichte genug Publizität brachte und Donald Healey im gleichen Jahr seine Firma ohnehin schloss, um mit Austin den Austin-Healey zu produzieren.

## Produktionszahlen
Aus den obigen Produktionszahlen ergibt sich die folgende Zusammenstellung:
| Modelljahr | Produktion |
| ---------- | ---------- |
| 1951       | 104        |
| 1952       | 150        |
| 1953       | 162        |
| 1954–1955  | 90         |
| Total      | 506        |

Dieses Total wird nicht von allen Quellen bestätigt. Ohne die Zahl exakt aufzuschlüsseln, nennen andere Quellen abweichende Produktionszahlen; etwa 504 bzw. 507.

## Marktsituation und Konkurrenten

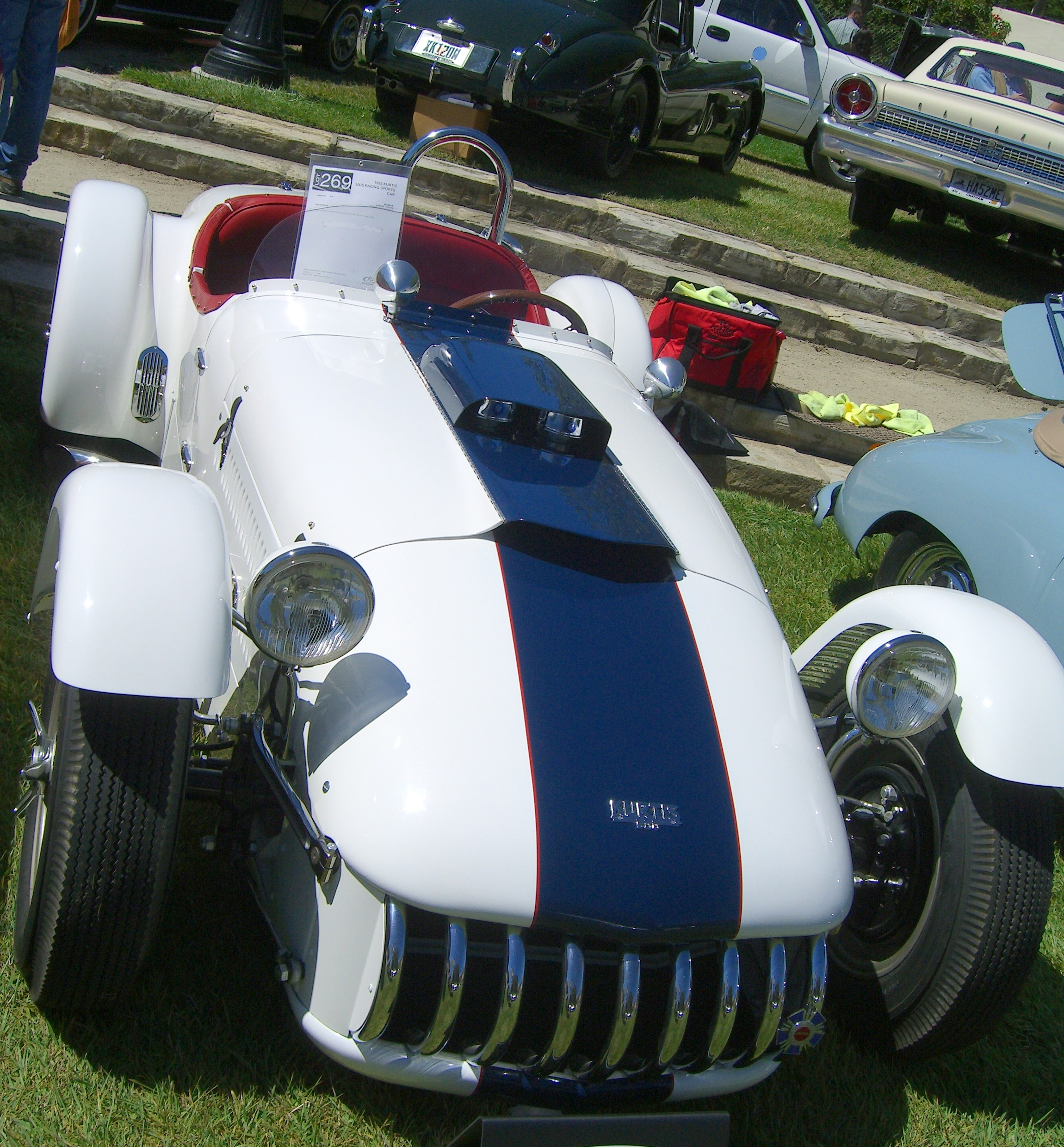
Rennsportwagen Kurtis 500 S mit Chrysler V8 (1953). Straßenzulassung war möglich.

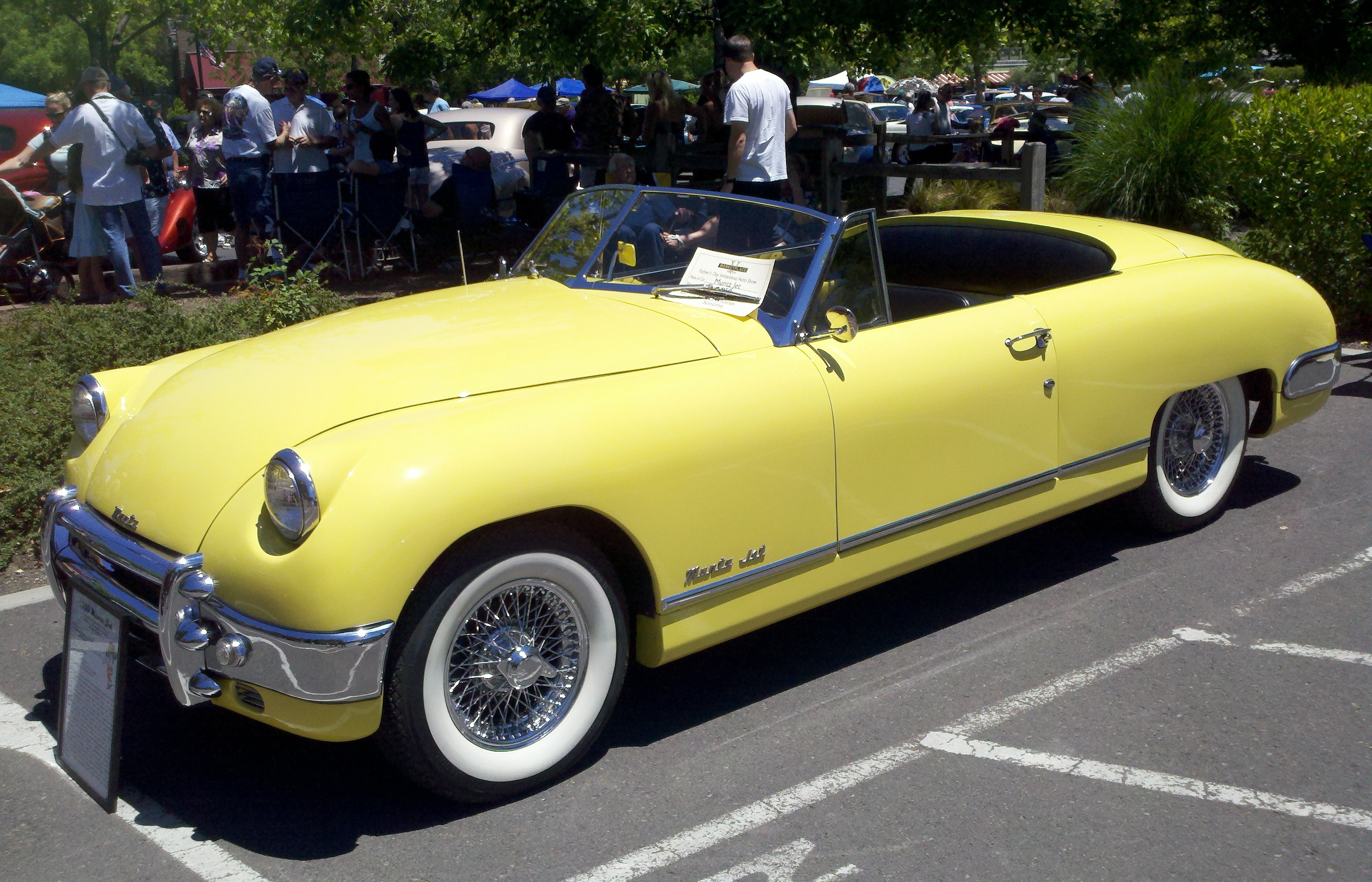
Der Muntz Jet (1950) ist vom Kurtis 500 M abgeleitet; V8-Motor von Cadillac oder Lincoln

Die geringen Stückzahlen erklären sich aus dem außerordentlich hohen Preis des Nash-Healey; ein fabrikneuer Familienwagen kostete 1953 um US$ 1800, eine Limousine der Mittelklasse zwischen US$ 2400 und US$ 2800.
Sportwagen spielten in der US-Produktion in der frühen Nachkriegszeit kaum eine Rolle. Man behalf sich mit dem Import vorwiegend britischer Roadster, oft in gebrauchtem Zustand von zurückkehrenden G.I.s mitgebracht. Die britischen Hersteller belieferten den US-Markt bevorzugt – oft noch vor dem eigenen – mit neuen Modellen, um die Außenhandelsbilanz mit Devisen zu verbessern; Fahrzeuge wie der Austin Atlantic oder der Jaguar XK 120 waren vor allem für den US-Markt entworfen worden. Die US-Autoindustrie ließ sich nur zögerlich auf das Risiko ein, für diesen Nischenmarkt Angebote einzuführen, die auch preislich gegen die britischen und italienischen Sportwagenhersteller bestehen konnten.
Neben dem Nash-Healey gab es in den Vereinigten Staaten drei weitere Hersteller mit einer bedeutenden Sporthistorie, welche auf das Fahrwerk eines renommierten Rennwagenkonstrukteurs zurückgreifen konnten. Der eine war Cunningham mit dem extrem teuren und in Kleinstserie hergestellten C3; die Coupé-Version kostete astronomische US$ 11.422,50. Cunningham war zu dieser Zeit an den 24 Stunden von Le Mans recht erfolgreich. Die anderen waren die technisch eng verwandten (Kurtis 500 S, 500 KK und 500 M) und der Muntz Jet. Alle gehen auf Frank Kurtis' siegreiche Indianapolis 500 Konstruktion zurück und boten zu mit dem Nash-Healey vergleichbaren Preisen V8-Motoren verschiedener Hersteller. Der Kurtis 500 S war eine Rennsportversion mit „Motorrad“-Kotflügeln, der 500 KK kam als Chassis und musste selber karossiert werden und der 500 M war dessen fertiggestellte Variante. Der Muntz Jet ist eine verlängerte, fünfsitzige Version des Kurtis 500 M und kostete um US$ 5500.
Auch der 1953–1955 gebaute Edwards mit seinem starken V8-Motor hätte ein Konkurrent werden können, doch kam keine Serienfertigung zustande.

### Käuferalternative Dream Cars?
Nur für ganz wenige US-Fahrzeuge wurde also ein ähnlich hoher Preis wie für einen Nash-Healey verlangt. Eine Alternative zu diesen reinen Sportwagen waren die „Sports Convertible“ genannten „Motorama-Dream Cars“ von General Motors sowie der ebenfalls neue Packard Caribbean; sie waren zwar weniger sportlich ausgelegt, hatten aber allesamt wesentlich stärkere Achtzylindermotoren:

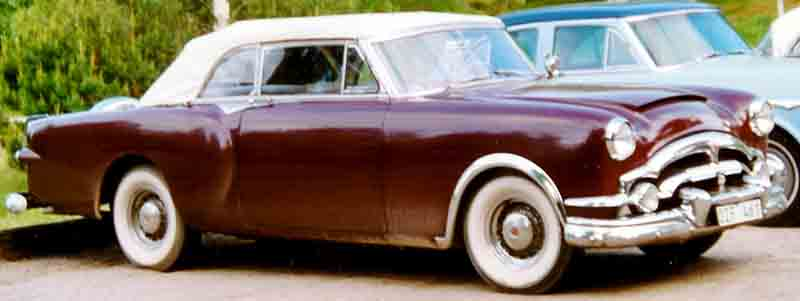
Packard Caribbean (1953)

- Cadillac Eldorado[35]; Listenpreis 1953 US$ 4737, 7750 Exemplare gebaut.
- Buick Skylark[36]; Listenpreis 1953 US$ 4260; 1954 US$ 4483. Auflage 1953: 5000 Exemplare.
- Oldsmobile Fiesta[37]; Listenpreis 1953 US$ 5717, danach eingestellt
- Packard Caribbean[38]; Listenpreis 1953 US$ 5210; 1954 US$ 6100.

Der Oldsmobile wog knapp zwei Tonnen, beschleunigte in ca. 12 Sekunden von 0 auf 60 MPH (96 km/h) und war über 100 MPH (160 km/h) schnell.

### Erschwinglichere Sportwagen ab 1953

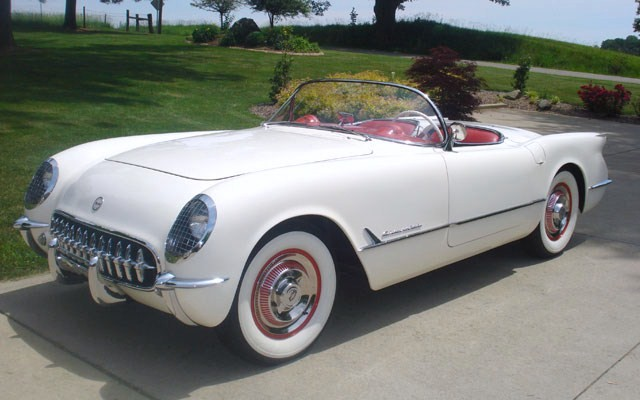
Chevrolet Corvette C1 (1953)

Ebenfalls 1953 erschien mit dem Chevrolet Corvette C1 ein ebenbürtiger US-Sportwagen. In seinem ersten Jahr war er zwar nur beschränkt erhältlich (nur 315 Exemplare wurden gebaut und bevorzugt an „Imageträger“ verkauft). Bereits 1954 wurden aber bereits 3640 Corvette verkauft – zu Preisen ab US$ 3513 (1953) resp. US$ 3523 (1954).
Im folgenden Jahr erschienen gleich mehrere neue sportliche Wagen. Der kleine Hudson Italia hatte einen Sechszylindermotor mit 3303 cm3 (201,6 in3) und 114 bhp (85 kW). Zu einem Preis von (je nach Quelle) US$ 4350 bis US$ 4800 bot das auf dem Fahrgestell des kompakten Hudson Jet aufgebaute Coupé aber nicht annähernd die Fahreigenschaften des Nash-Healey; der Jet war als komfortabler Reisewagen entworfen und der Italia war trotz seiner bei Carrozzeria Touring in Mailand gebauten Alu-Karosserie zu schwer für den verwendeten Motor. Nur 25 Exemplare plus Prototypen wurden bis 1955 gebaut, dann waren sowohl Jet wie auch Italia vom Markt verschwunden.

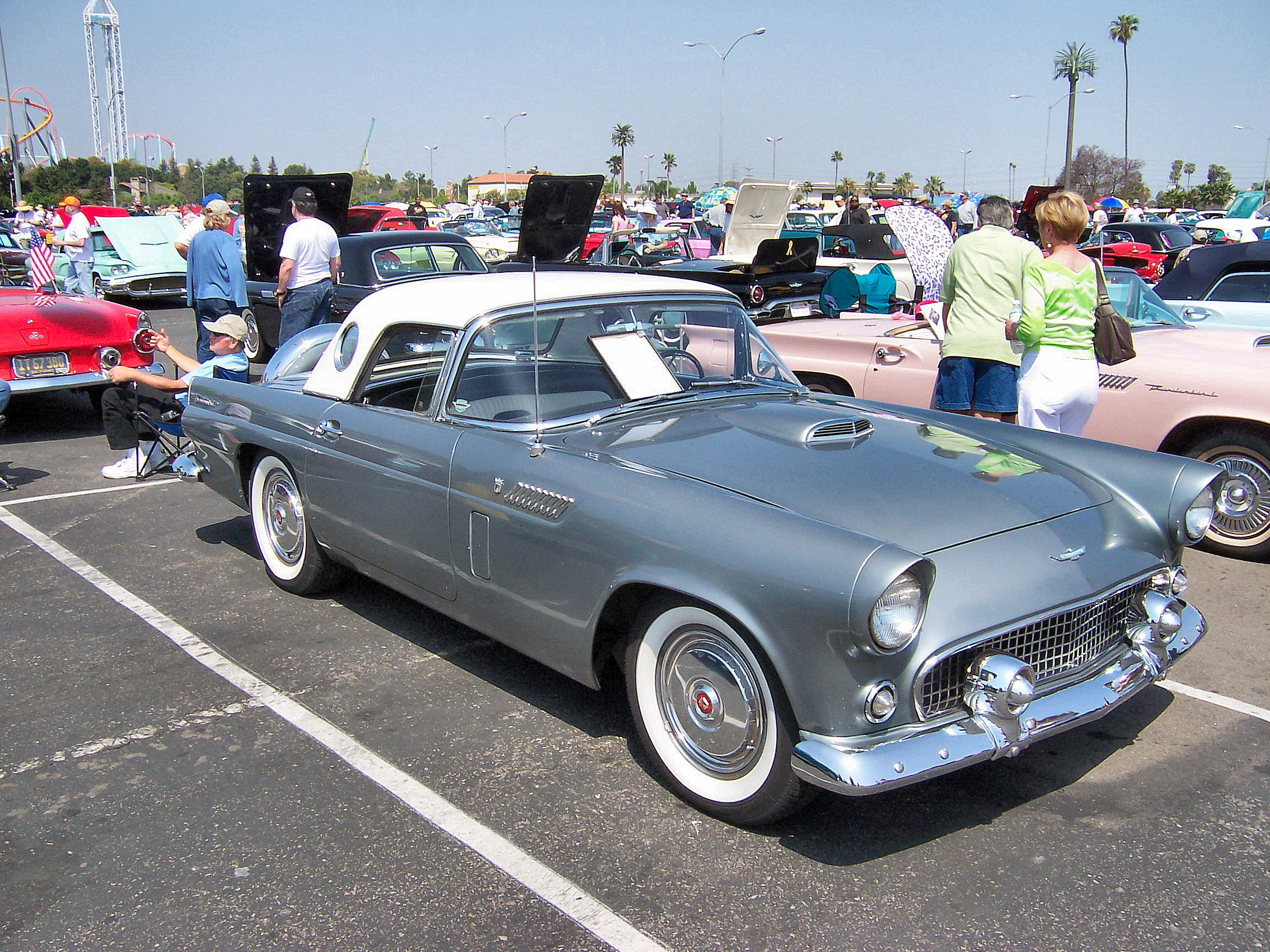
Ford Thunderbird (1956)

Der Kaiser Darrin hielt sich etwas länger. Zwar musste auch er mit dem Fahrgestell eines Kompaktwagens auskommen (jenem des Kaiser Henry J, und sein Willys-Sechszylinder mit 2638 cm3 (161 in3) war von serienmäßig 80 bhp (60 kW) auf 90 bhp (67 kW) gebracht worden. Die geringere Leistung wurde durch den deutlich tieferen Preis (ab US$ 3668 ) und die leichte GFK-Karosserie ausgeglichen. Das Design war gewöhnungsbedürftig, bot aber innovative Ideen wie ein Verdeck, das auch halb geöffnet nutzbar war und vor allem Schiebetüren, die im Karosseriekörper verschwanden.
Die größte Neuheit war aber zweifellos der Ford Thunderbird. Vorgestellt für das Modelljahr 1955, war er zwar kein reinrassiger Sportwagen, aber sein schickes Aussehen in Verbindung mit dem leistungsfähigen V8-Motor (193 bhp oder 144 kW; mit Automatikgetriebe 198 bhp oder 147 kW) und einem vergleichsweise günstigen Preis von US$ 2944 machte ihn zu einem sofortigen Erfolg.

## Nash-Healey in Le Mans

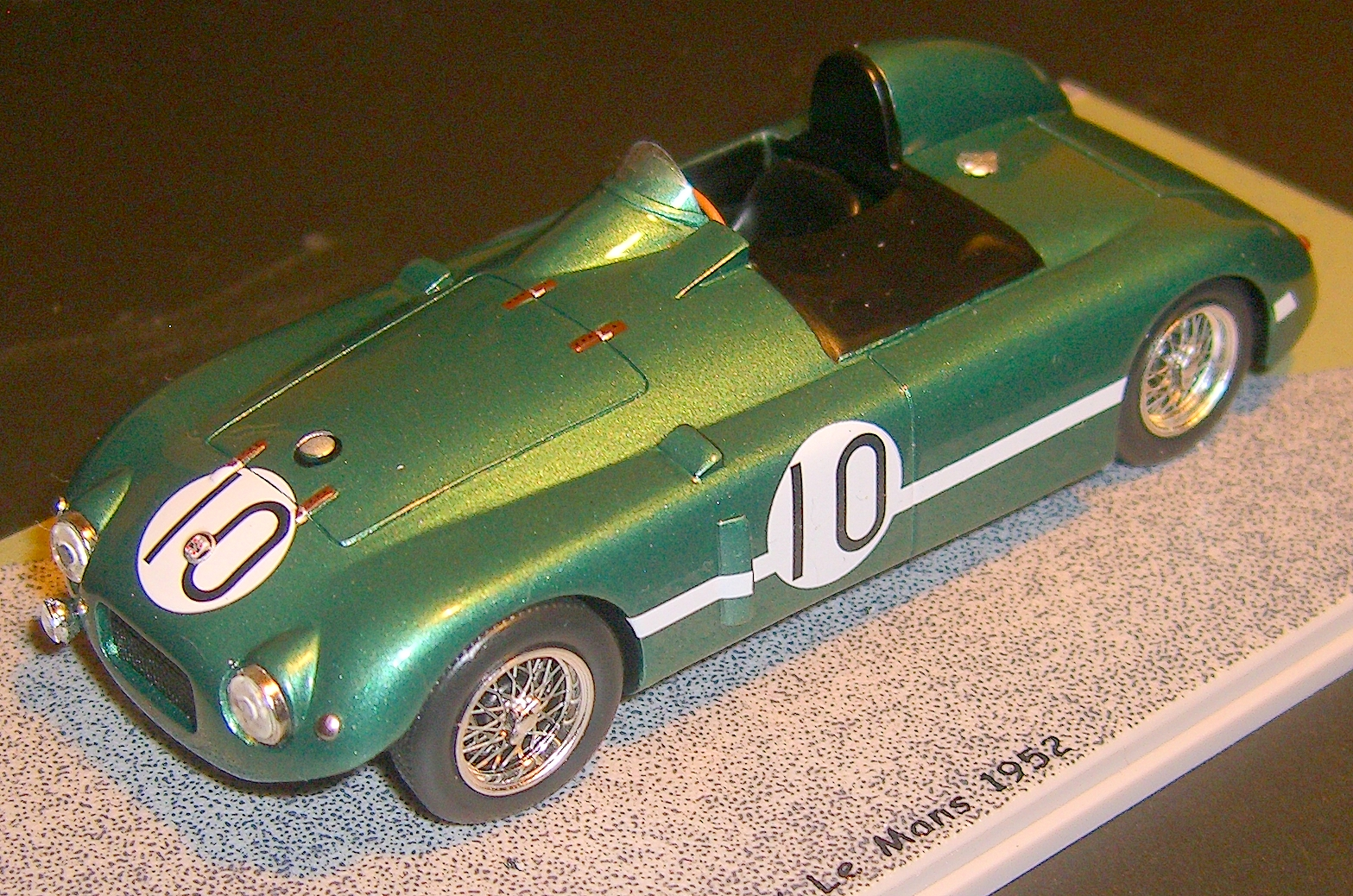
Modell der Nash-Healey Barchetta für Le Mans 1952 (Johnson / Wisdom);

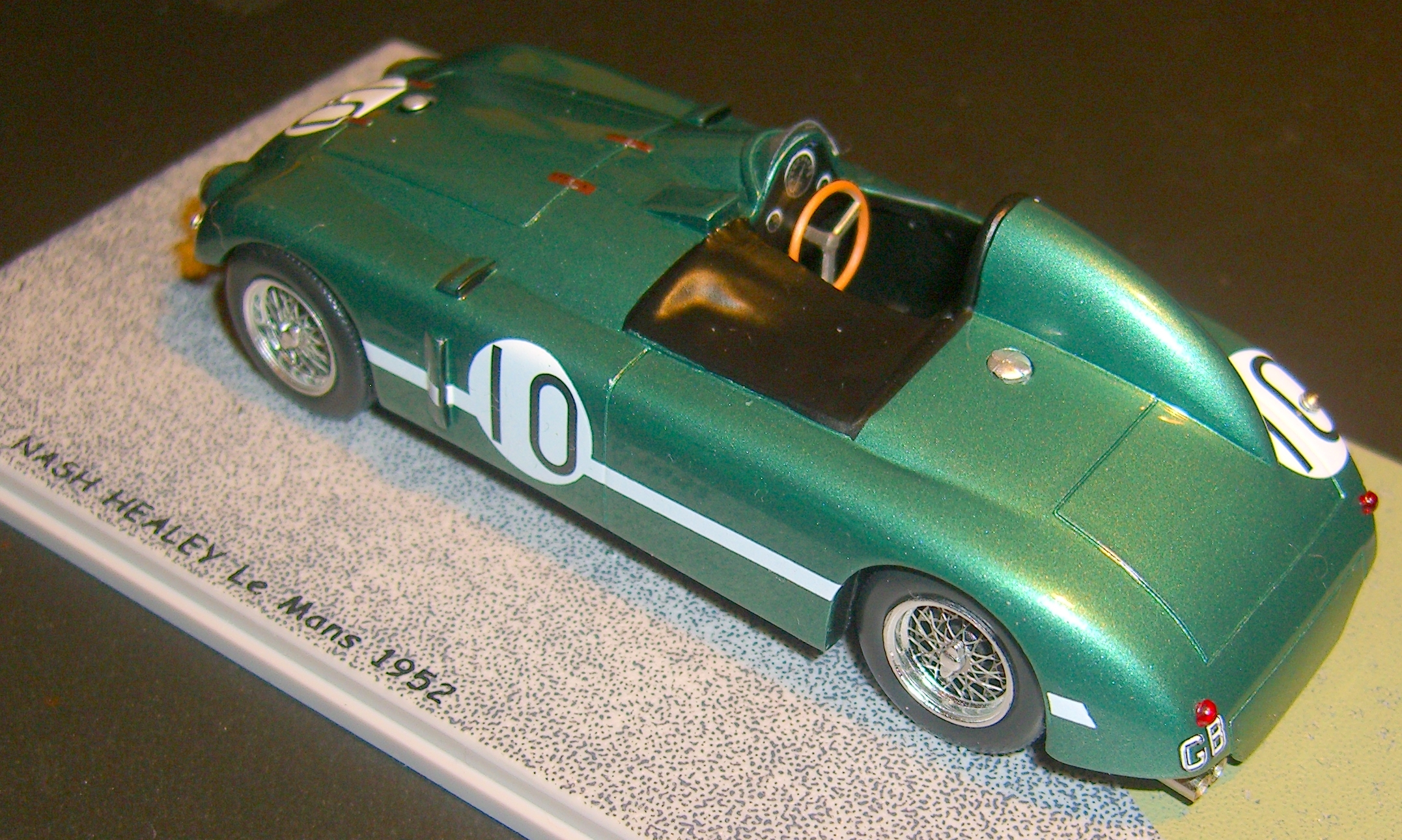
Modell der Nash-Healey Barchetta für Le Mans 1952

Die Marke Healey hatte eine kurze, aber recht erfolgreiche Rennkarriere seit 1946, dem Jahr ihrer Gründung. Ein großer Erfolg war der 4. Rang am 24-Stunden-Rennen von Le Mans 1950 für das Team Tony Rolt / Duncan Hamilton mit einem Silverstone Special mit dem 3,8 Liter Nash-Sechszylindermotor ähnlich der späteren Serienversion. An diesem Rennen kamen von 66 gestarteten Wagen nur 29 überhaupt ins Ziel.
1951 erreichte das Team mit den gleichen Fahrern mit einem neuen Coupé (Start-Nr. 19) den Klassensieg und den 6. Schlussrang, dabei war es so spät dran, dass kaum Zeit für das Training blieb. Mit dem vor ihnen liegenden Aston Martin lieferte sich der Nash-Healey ein packendes Schlussduell; im Ziel war er bis auf acht Sekunden herangekommen.
Der größte Erfolg war der dritte Schlussrang der Briten Leslie Johnson und Tommy Wisdom in Le Mans 1952 mit einer neuen Barchetta (Start-Nr. 10) hinter zwei Mercedes-Benz 300 SL aber vor den Werksteams von Ferrari, Aston Martin Jaguar, Lancia, Talbot-Lago, Porsche, Osca u. a. Gleichzeitig wurden sie Zweite in ihrer Klasse, Zweite im Rudge-Withworth Biennial Cup für die beste Leistung an zwei aufeinander folgenden Jahren und gewannen den Motor Gold Challenge Cup. Donald Healey meinte später, dass das Auto außer einem (vor Ort reparierten) Auspuff keinerlei technische Probleme hatte und keinen Tropfen Öl verbraucht hätte! Der Viertplatzierte Cunningham mit Chrysler-V8 lag im Ziel 80 Meilen (ca. 130 km) zurück. Ein zweiter Nash-Healey mit der Start-Nr. 11 der Franzosen Pierre Veyron und Yves Giraud-Cabantous galt als schneller, kam aber nicht ins Ziel.
1953 hätte John Fitch einen der Nash-Healey übernehmen sollen, er wechselte aber zu Cunningham, sodass Leslie Johnson und Bert Hadley (GB) ein Team bildeten. Sie fuhren auf den 11. Rang. Zu den 35 von 60 Fahrzeugen, die es nicht ins Ziel schafften, gehörten erneut Veyron / Giraud-Cabantous. Sieger des Rennens wurden mit Rolt / Hamilton auf Jaguar zwei ehemalige Werksfahrer von Nash-Healey.

## Nash-Healey im Modell
- 1950 Nash-Healey, Le Mans 1950 (Rolt / Hamilton; 4. Rang); Provence Moulage Nr. 366; Maßstab 1:43 (Resin-Bausatz)
- 1951 Nash-Healey Coupé, Le Mans 1951 (Rolt / Hamilton; 6. Rang); Bizarre 43 Art. BZ090; Maßstab 1:43 (Resin-Fertigmodell)[42]
- 1952 Nash-Healey „Lightweight“ Barchetta, Le Mans 1953 (Johnson / Wisdom; 3. Rang); Bizarre 43; Maßstab 1:43 (Resin-Fertigmodell, vgl. Abb.)
- 1953 Nash-Healey Roadster Pininfarina, weiß; Brooklin Models Nr. 125; Maßstab 1:43 (Weißmetall-Fertigmodell)[43]
- 1953 Nash-Healey Coupé Le Mans Pininfarina; Signature Models Nr. 32332; Maßstab 1:32 (Druckguss-Fertigmodell, Hauben und Türen öffnen)[44]

## Sonstiges
- Der erste ausgelieferte Nash-Healey ging an die Sängerin Petula Clark[45]
- S. C. Johnson & Son kaufte 1951 einen Nash-Healey Roadster und ließ ihn von William Flajole, dem Designer des späteren Nash Metropolitan, als Einzelstück neu karossieren. Das Auto war, zusammen mit dem Baseballspieler Ted Williams, Gegenstand einer USA-weiten Werbekampagne für Auto-Wachs.
- In der Fernsehserie Superman – Retter in der Not (engl. Adventures of Superman; 1952–1958) fährt der Darsteller von Superman/Clark Kent, George Reeves, zeitweise einen Nash-Healey. Dieses Auto gehörte dem Filmschauspieler Dick Powell.
- Im Kinofilm Sabrina (1954) mit Audrey Hepburn, Humphrey Bogart und William Holden kommt ein Nash-Healey vor[46]

## Literatur

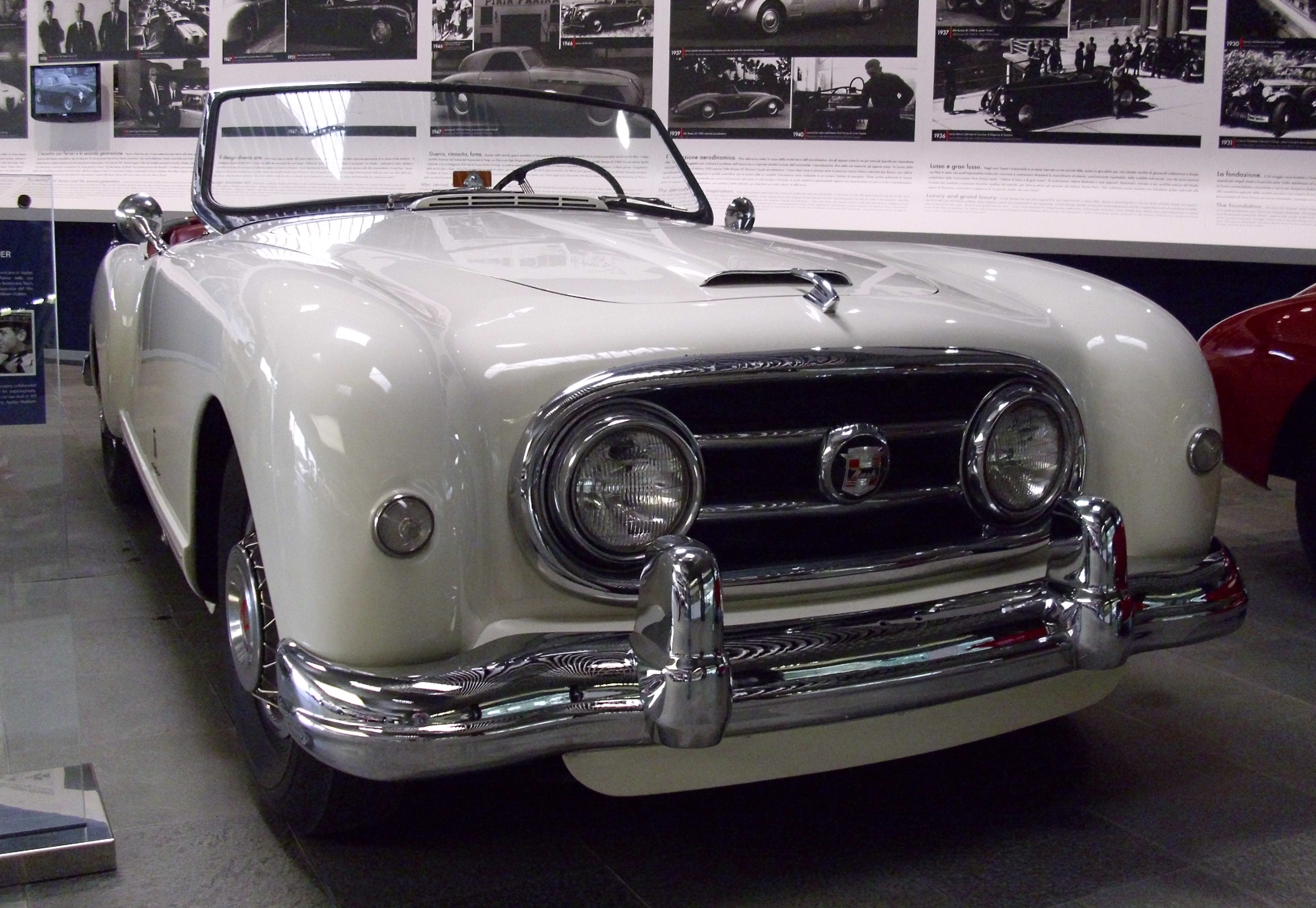
Nash Healey Roadster Pininfarina (2. Serie, 1952–1953)

## Weblinks

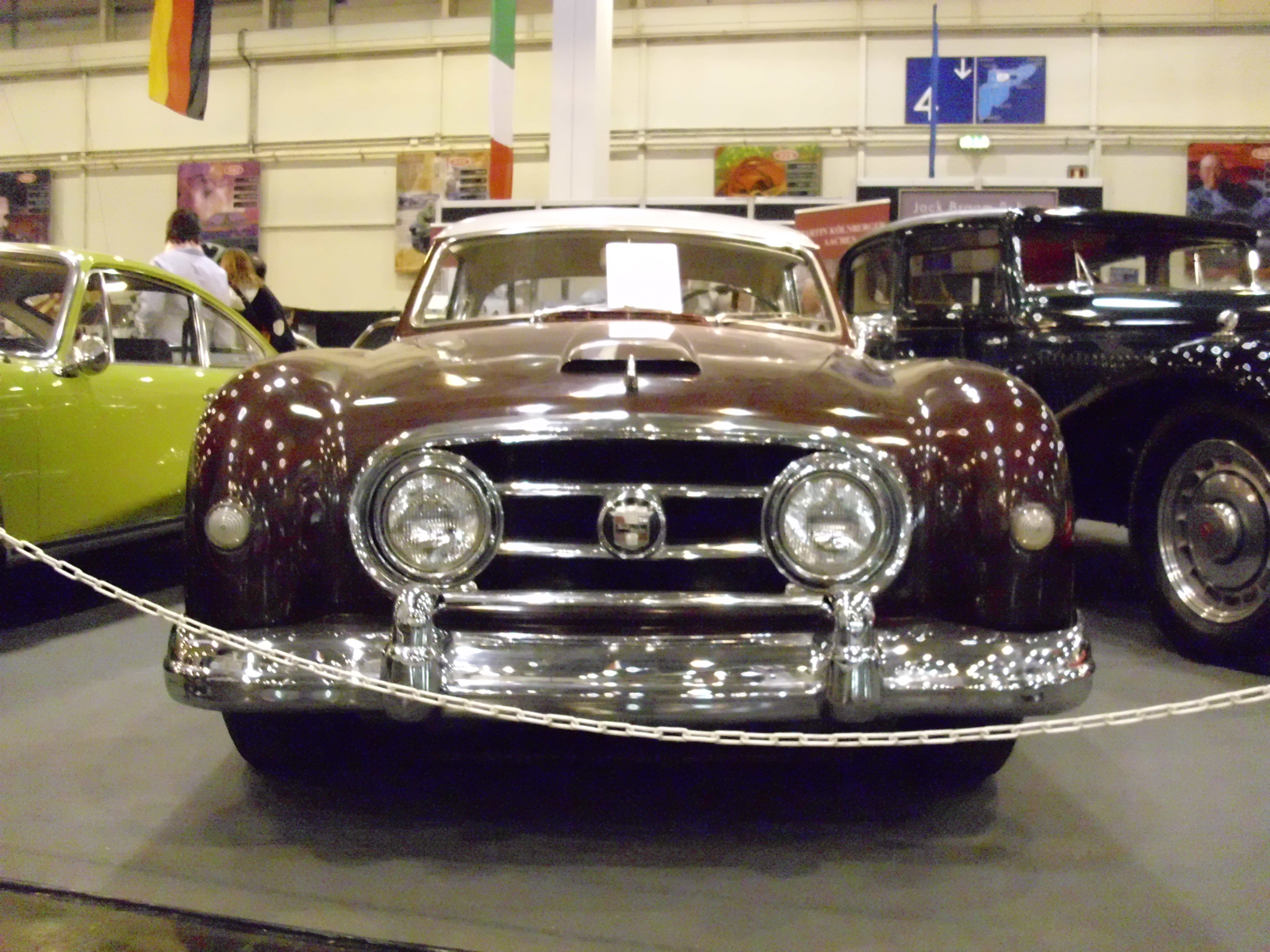
Nash-Healey Coupé Le Mans (1954)